# Списак насељених места у Француској: X
| A \| B \| C \| D \| E \| F \| G \| H \| I \| J \| K \| L \| M \| N \| O \| P \| Q \| R \| S \| T \| U \| V \| W \| X \| Y \| Z \| É |

- Xaintrailles
- Xaintray
- Xambes
- Xammes
- Xamontarupt
- Xanrey
- Xanton-Chassenon
- Xaronval
- Xermaménil
- Xertigny
- Xeuilley
- Xirocourt
- Xivray-et-Marvoisin
- Xivry-Circourt
- Xocourt
- Xonrupt-Longemer
- Xonville
- Xouaxange
- Xousse
- Xures